# 蒼空に揺れる蜜月の小舟。
『蒼空に揺れる蜜月の小舟。』（あおぞらにゆれるみつげつのこぶね）は、田村ゆかりの3作目のオリジナルアルバム。2003年11月6日、KONAMIより発売。

## 解説
- シングル「Lovely Magic」カップリング曲「Prince On A Star〜Princess Whispers〜」と、「眠れぬ夜につかまえて」カップリング曲「君へ」「お散歩しようよ」は未収録である。
- 初回限定盤はスリーブケース仕様となっている。

## 収録曲
1. Primary Tale
  - 作詞・作曲：marhy、編曲：内田哲也・marhy
  - 文化放送系ラジオ「田村ゆかりのいたずら黒うさぎ」オープニングテーマ（2003年10月〜2004年3月）
2. Lovely Magic
  - 作詞・作曲：渡邉美佳、編曲：渡邉美佳・久保幹一郎
  - 4thシングル、文化放送系ラジオ「田村ゆかりのいたずら黒うさぎ」オープニングテーマ（2003年4月〜9月）
3. 大好きと涙
  - 作詞・作曲：柴山一幸、編曲：犬山博和
4. フルーツ
  - 作詞：渡邉美佳・良原リエ、作曲：渡邉美佳、編曲：渡邉美佳、久保幹一郎
5. きらら時間旅行
  - 作詞：成田景、作曲：堀田知則、編曲：中村康就
  - 文化放送系ラジオ「田村ゆかりのいたずら黒うさぎ」エンディングテーマ（2003年10月〜2004年3月）
6. Snow bird
  - 作詞・作曲・編曲：太田雅友
7. 月華
  - 作詞：原口知美、作曲・編曲：稲田昌宏
8. 眠れぬ夜につかまえて
  - 作詞：ふじのマナミ、作曲・編曲：片岡嗣実
  - 5thシングル
9. 虹の奇跡
  - 作詞・作曲：marhy、編曲：内田哲也・marhy
10. 恋歌姫〜蜜月夜バージョン〜
  - 作詞・作曲・編曲：太田雅友
  - 「Lovely Magic」カップリング曲、文化放送系ラジオ「田村ゆかりのいたずら黒うさぎ」エンディングテーマ（2003年4月〜9月）（新録音）
11. 不可触な愛
  - 作詞：川口カオリ、作曲・編曲：檀上鎮孝
12. Honey Moon
  - 作詞：田村ゆかり、作曲・編曲：太田雅友